# Studium generale

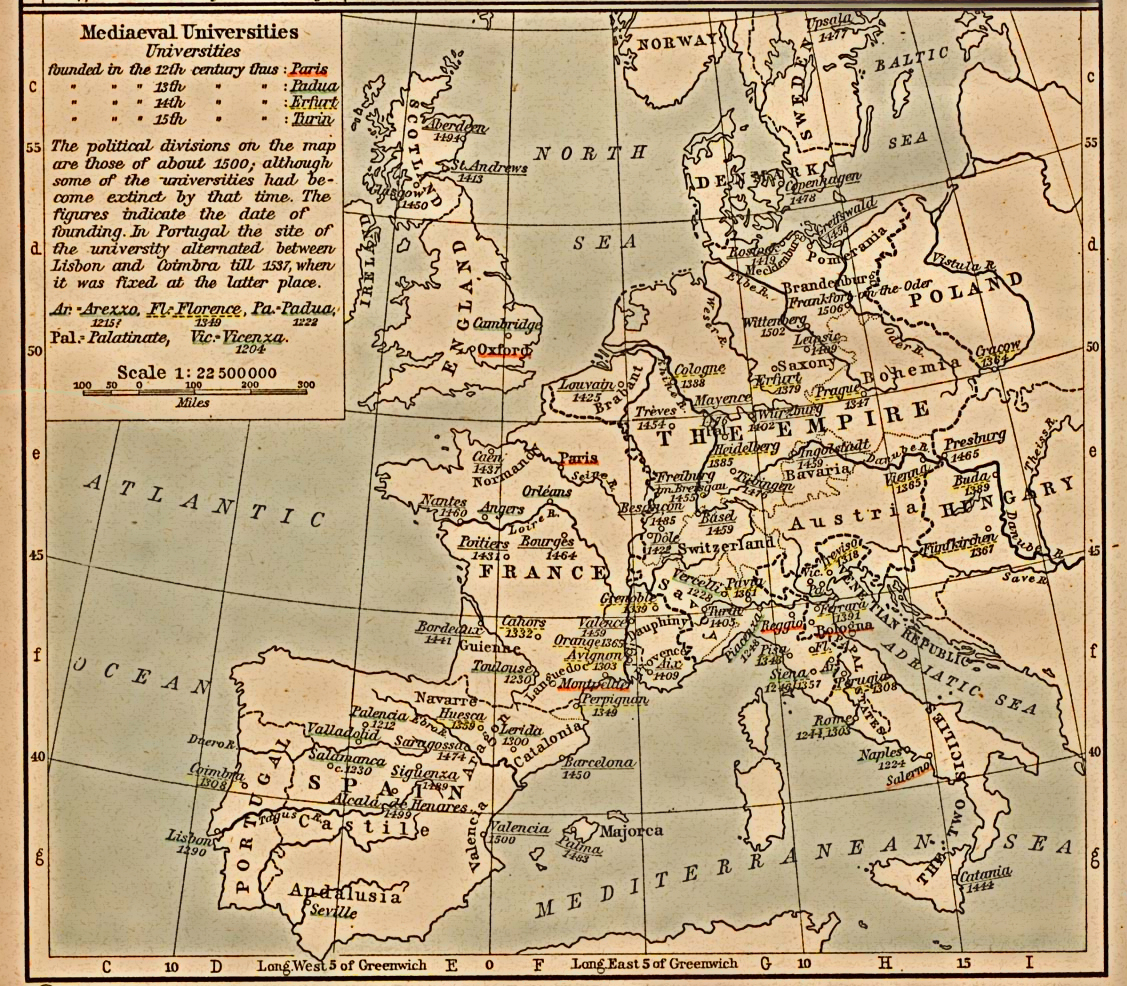
карта середньовічних університетів Європи

Studium generale — стара звичайна назва середньовічного університету в середньовічній Європі.  

## Опис
Немає офіційного визначення терміну studium generale. Термін studium generale вперше з’явився на початку 13-го століття зі звичного вжитку і означав місце, де приймали студентів з усіх куточків світу, а не лише з місцевого району чи регіону.
У 13 столітті цей термін поступово набув більш точного (але все ще неофіційного) значення як місце, яке приймало студентів з усіх місць, викладало мистецтво і мало принаймні один з вищих факультетів (тобто, богослов’я, права чи медицини) та значну частину викладання проводили ті, хто має ступінь магістра.
Повільно з’явився четвертий критерій: майстер, який викладав і був зареєстрований в Гільдії майстрів Studium Generale, мав право викладати в будь-якому іншому студії без додаткового іспиту. Цей привілей, відомий як jus ubique docendi, за звичаєм був зарезервований лише за магістрами трьох найстаріших університетів: Салернського, Болонського та Паризького. Їхня репутація була настільки велика, що випускники та викладачі могли викладати в усіх інших студіях, але вони не приймали сторонніх викладачів без іспиту.
Папа Григорій IX, який, прагнучи підняти престиж спонсорованого папою Тулузького університету, який він заснував у 1229 році, видав буллу в 1233 році, дозволяючи магістрам Тулузи викладати в будь-якому навчальному закладі без іспитів. Отже, для studia generalia, які прагнуть піднестися, стало звичаєм претендувати на подібних биків. Старші університети спочатку зневажливо вимагали таких привілеїв, вважаючи, що їхня репутація є достатньою. Однак Болонья і Париж зрештою нахилилися, щоб подати заявку на них, отримавши свої папські булли в 1292 році.
Можливо, найбажанішою особливістю папських булл було спеціальне звільнення, запроваджене Папою Гонорієм III у 1219 році, яке дозволяло вчителям і студентам продовжувати пожинати плоди будь-яких духовних бенефіцій, які вони могли мати деінде. Це позбавляло їх вимог щодо проживання, викладених у канонічному праві. Оскільки цей привілей був наданий лише тим, хто в studia generalia, безперечно, зазвичай до 14 століття, багато хто став вважати його не лише ще одним (п’ятим) критерієм, а й визначенням studium generale». (Хоча старі університети ім. Оксфорд і Падуя, які чинили опір просити папську буллу, мали достатню репутацію, щоб їх називали studium generale без булли, оксфордські майстри не мали права викладати в Парижі без іспитів. Оксфорд відповів взаємністю, вимагаючи іспитів від паризьких майстрів і ігноруючи папу привілеї, якими користувався Париж.)
Нарешті, Папа міг видавати булли, які гарантують автономію університету від втручання місцевих цивільних або єпархіальних органів влади, процес, який розпочався з видання булли 1231 року для Паризького університету. Хоча це не був обов’язковим критерієм, надання «привілеїв Парижа» іншим studia generalia стало звичайним.
Папа був не єдиним постачальником привілеїв. Імператор Священної Римської імперії також видав імперські хартії, які надавали майже такі ж привілеї, починаючи з Неаполітанського університету в 1224 році.
Універсальний студентський колектив, один або кілька вищих факультетів, викладання магістрів, право викладати в інших студіях, збереження пільг, автономія: це були спільні риси studia generalia. В інших аспектах (структура, адміністрування, навчальний план тощо) studia generalia була різною. Взагалі кажучи, більшість схилялася до копіювання однієї з двох старих моделей: Болонської системи, орієнтованої на студентів, або структури Парижа, орієнтованої на господаря.

## Історія

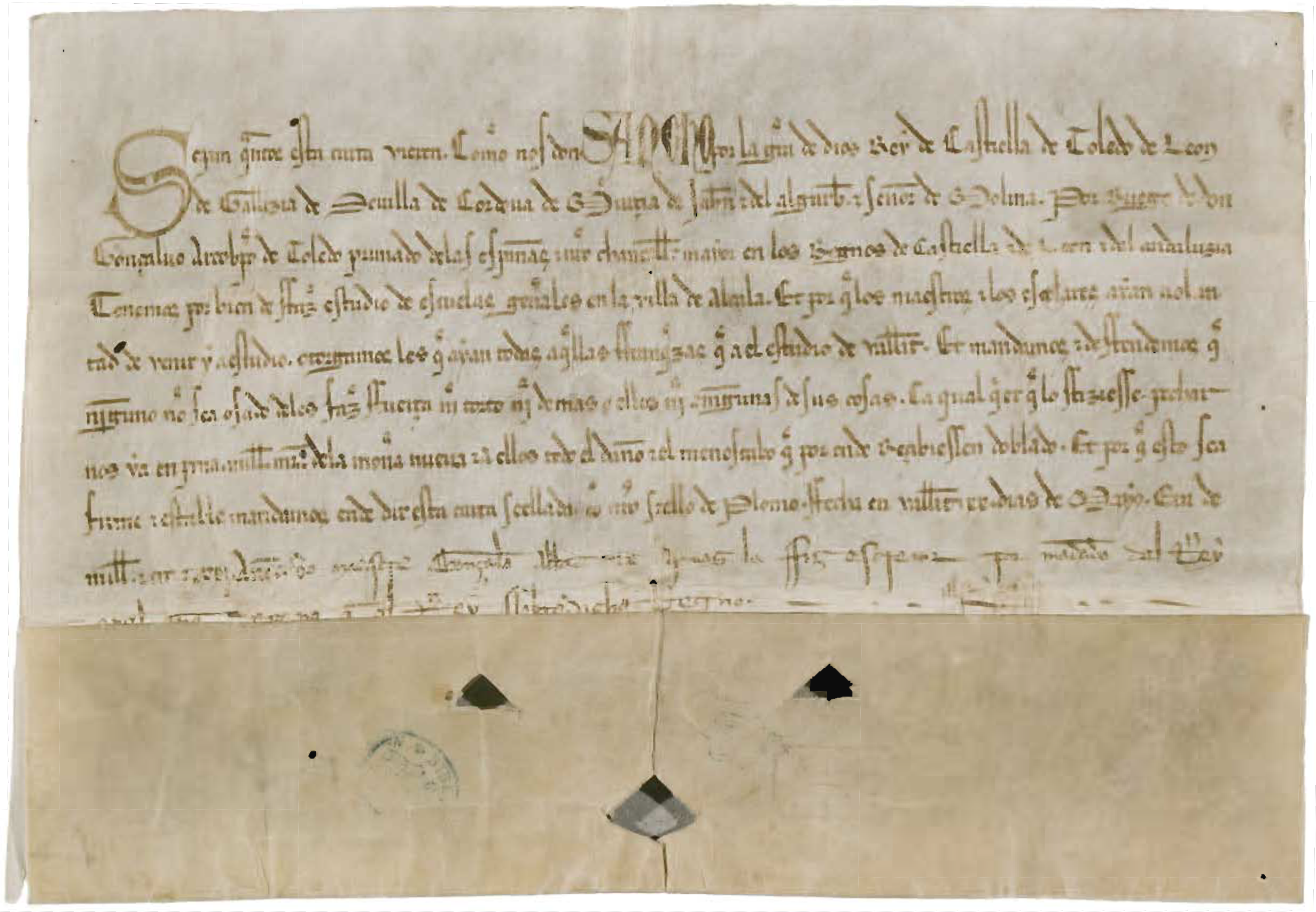
Studium generale в Алькала-де-Енарес (20 травня 1293).

Більшість ранніх studia generalia були знайдені в Італії, Франції, Англії, Іспанії та Португалії, і вони вважалися найпрестижнішими місцями навчання в Європі. Ватикан продовжує називати багато нових університетів studia generalia, хоча народне значення цієї честі знижувалося протягом століть.
Ще в 13 столітті вчених із studium generale заохочували читати курси лекцій в інших інститутах по всій Європі та обмінюватися документами, і це призвело до нинішньої академічної культури, яка спостерігається в сучасних європейських університетах.
Університети, які зазвичай вважалися studia generalia в 13 столітті, були:
- Болонський університет
- Оксфордський університет
- Паризький університет
- Університет Ареццо
- Університет Саламанки
- Падуанський університет
- Університет Неаполя Федеріко II
- Тулузький університет
- Університет Нортгемптона (заснований у 1261 р., закритий у 1265 р.)
- Сієнський університет
- Університет Вальядоліда
- Університет Салерно
- Університет Монпельє
- Університет Коїмбри
- Університет Алькала

Були зареєстровані як духовні, так і світські університети. Цей список швидко зростав, оскільки по всій Європі були засновані нові університети. Багато з цих університетів отримали офіційне підтвердження свого статусу studia generalia наприкінці 13-го століття шляхом папської булли разом з безліччю нових університетів. Хоча спочатку ці папські булли лише надавали привілеї певного університету, такого як Болонський чи Паризький, до кінця 13-го століття університети шукали папську буллу, яка надає їм ius ubique docendi, привілей надавати магістрам ліцензії на викладання. у всіх університетах без подальших іспитів (Haskins, 1941:282).
Університети, офіційно визнані studia generalia в 14 столітті, були кілька, серед них:
- Університет Льєри (заснований у 1301 р.)
- Римський університет Сапієнца (заснований у 1303 р.)
- Університет Перуджі (заснований у 1308 р.)
- Флорентійський університет (заснований у 1321 р.)
- Пізанський університет (заснований у 1343 р.)
- Карлов університет у Празі (заснований у 1348 р.)
- Університет Павії (заснований у 1361 р.)
- Ягеллонський університет у Кракові (заснований у 1364 р.)
- Віденський університет (заснований у 1365 р.)
- Задарський університет (заснований у 1396 р.)

## Сучасне використання
Сьогодні studium generale в основному використовується в контексті європейського університету як опис лекцій, семінарів та інших заходів, які спрямовані на забезпечення академічної основи для студентів і широкої громадськості. Вони відповідають гуманістичним корінням традиційних університетів, щоб вийти за межі своїх кордонів і забезпечити загальну освіту.
У перші післявоєнні роки в Німеччині ця концепція була знову введена, наприклад, з офіційною програмою, розпочатою в 1948 році в коледжі Лейбніца Тюбінгенського університету.
Сьогодні цей термін часто використовується як синонімний рік орієнтації і може розглядатися як академічний еквівалент року пропуску.